# Arámabánya
Arámabánya (románul: Baia de Aramă) kisváros Mehedinți megyében, Olténiában, Romániában.

## Fekvése
A várost a Brebina patak és a Bulba folyó szeli keresztül. A környéken található számos karsztbarlangnak köszönhetően (Bulba(2–3 km-re), Ponoarele (5 km-re), Izverna (25 km-re), Closani (15 km-re)), a város kedvelt pihenőhelye a turistáknak.

## Története
A település vidékén szkíta törzsek laktak és rezet bányásztak a környező hegyekben.
1694 és 1705 között bizánci stílusban építették a városban található ortodox templomot.
1951-ben pünkösd napján, a kommunista rezsim 83 embert deportált a városból Ialomița megye és Galați megye 14 állami gazdaságának területére.
1968-ban városi rangot kapott.